# Gerard Joling

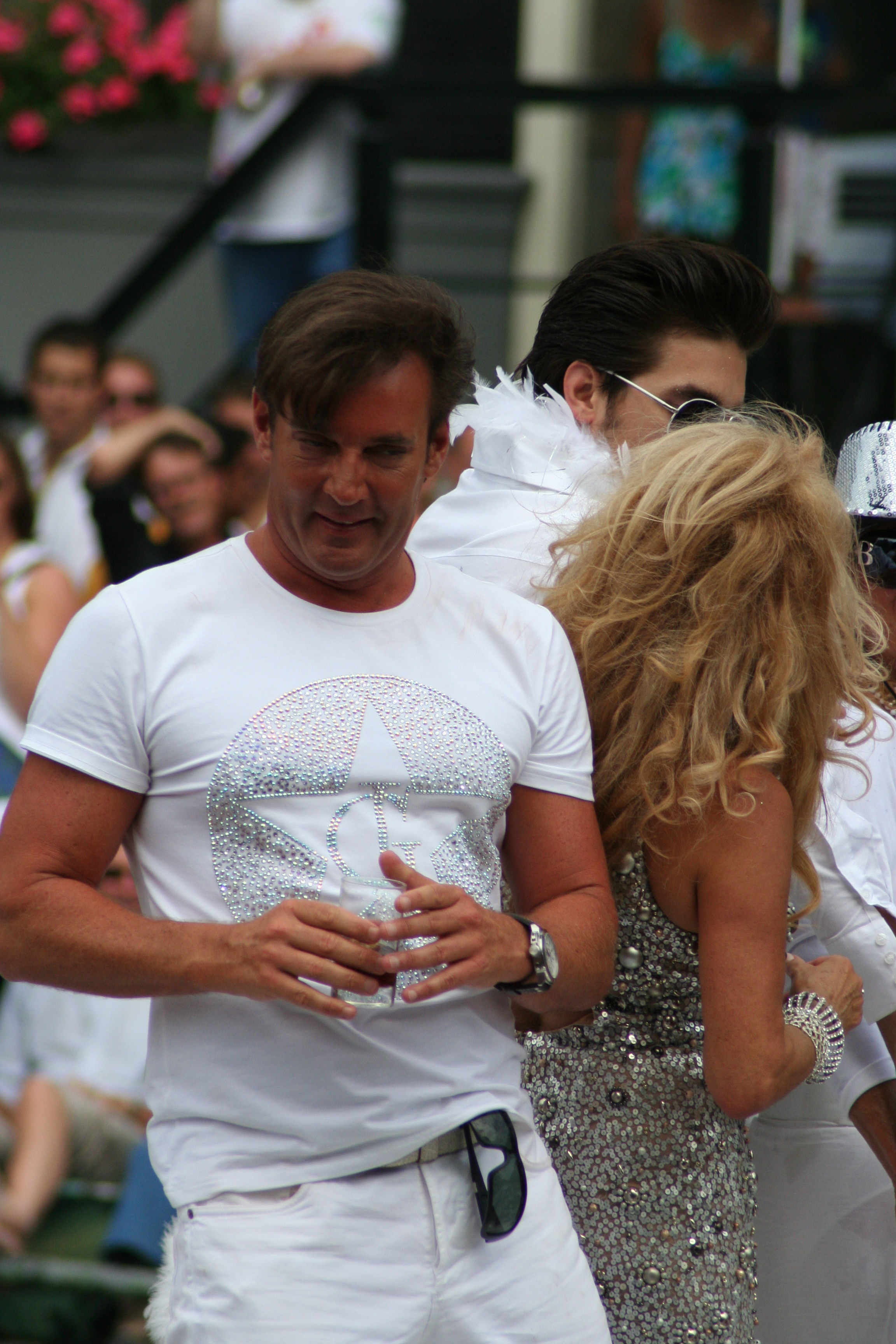
Gerard Joling durante el Gay Pride de 2009 en Ámsterdam

Gerard Jan Joling (Alkmaar, 29 de abril de 1960) es un cantante y presentador de televisión holandés. 

## Carrera
Conocido por su voz de contratenor, su fama aumentó en la década de 1980 cuando lanzó una serie de sencillos incluyendo "Ticket to the Tropics", "Love is in your Eyes", y su gran éxito, "No more boleros", una canción que alcanzó el top 10 en numerosos países de Europa. También ha tenido éxito en Asia donde ha recibido más de 20 discos de oro y platino.
En 2005 junto al cantante Gordon realizó el programa de televisión "Joling & Gordon - Over de Vloer", duró tres temporadas en las que se les veía en clave de humor realizar diferentes oficios.
En 2007 fue el presentador del programa Sterren dansen op het ijs versión holandesa del programa estadounidense Skating with Celebrities y So You Wanna Be a Popstar para el canal SBS 6. También fue el año en que Joling volvió a las listas de éxitos, con dos canciones números 1, un álbum en el número 1, y 11 discos de oro y platino.
En diciembre de 2009, Benno de Leeuw, mánager de De Toppers, anunció en el periódico holandés De Telegraaf que Gerard Joling y Gordon se unían al grupo, volviendo el trío en un cuartetoare to rejoin the group, convirtiendo el trío en un cuarteto.

## Festival de Eurovisión
Joling fue escogido el representante de los Países Bajos en el Festival de la Canción de Eurovisión 1988. El 23 de marzo interpretó en La Haya seis canciones ante un jurado de 55 miembros, que finalmente escogieron la canción "Shangri-La". Jopling actuó en el Festival que se celebró en Dublín el 30 de abril, acabando en novena posición con 70 puntos.
Joling volvió a ser elegido para representar a los Países Bajos en el Festival de la Canción de Eurovisión 2009 en Moscú como miembro de De Toppers pero en otoño de 2008 sufrió un accidente esquiando y se rompió los dos brazos. Gerard fue remplazado por Jeroen van der Boom. 

## Vida personal
En 2008 se hizo pública su relación con el actor Geert Hoes.